# Tamar Ángelo Comneno
Tamar Angelina Comneno (en griego: Θαμάρ Αγγελίνα Κομνηνή; fallecida hacia 1311) fue miembro de la casa reinante del Despotado de Epiro y después princesa de Tarento como esposa del príncipe Felipe I.

## Familia
Tamar fue la hija de Nicéforo I Comneno Ducas del Despotado de Epiro y su segunda esposa Ana Paleólogo Cantacuceno, sobrina del emperador bizantino Miguel VIII Paleólogo. Era la segunda de tres hermanos. Su media hermana mayor era María y su hermano menor fue Tomás I Comneno Ducas, que llegaría a convertirse en déspota de Epiro.

## Planes para su matrimonio
La madre de Tamar deseaba enmendar la brecha entre Epiro y el Imperio bizantino. Para reunificar Epiro con el Imperio, Ana quería casar a Tamar con Miguel, el hijo y coemperador de Andrónico II Paleólogo. La idea fue rechazada por Andrónico y fue considerado como no canónico por la Iglesia, porque los dos eran primos.
Con el fracaso del plan de Ana, el padre de Tamar, Nicéforo, intentó consolidar su independencia de Constantinopla aliándose con la dinastía de los Anjou de Nápoles. El rey Carlos II de Anjou ya había propuesto una unión civil entre sus dos casas, y después de largas negociaciones Nicéforo llegó a un acuerdo por el que Tamar se casaría con el cuarto hijo de Carlos Felipe I de Tarento.
Las condiciones para la alianza matrimonial era que la dote dada a Felipe sería la misma que la que el rey Manfredo de Sicilia había adquirido gracias a su matrimonio con la tía de Tamar Helena Ducas 35 años antes. Se prometió también que Tamar llevaría a su marido una suma anual de 100 000 hiperpirones y cuatro castillos ubicados en el sur de Epiro. Felipe y Tamar también tenían que heredar Epiro a la muerte de Nicéforo. Debido a la participación de su madre en el acuerdo, se prometió que a Tamar se le permita mantener su fe ortodoxa.
La boda se celebró en L'Aquila en Abuzzi en agosto de 1294.

## Como princesa de Tarento
El matrimonio de Tamar no resultó ser feliz. Cinco años después de su boda su marido fue capturado y encarcelado por los aragoneses. Empeñó su corona, y también pidió dinero a su familia en Epiro para pagar el rescate por su liberación. Ella no lo vio otra vez hasta 1302. En Tarento estuvo bajo la presión de asimilarse a los modos latinos. A pesar de las promesas hechas en el momento de su matrimonio se vio obligada a convertirse al catolicismo bajo el nombre de Catalina (Caterina). La relación entre los cónyuges se agrió aún más cuando surgieron dificultades entre los angevinos y Epiro, que había sido heredada por el joven hermano de Tamar, Tomás.

## Desgracia y muerte
Felipe sospechaba que su esposa actuaba en interés de su familia por encima del suyo durante el conflicto de dos años que estalló entre los Anjou y Epiro, a pesar del hecho de que había empeñado el resto de sus joyas para ayudar a pagarle por el esfuerzo militar. Desconfiando de Tamar, Felipe decidió divorciarse y en 1309 la acusó de haber cometido adulterio. Fue obligada a confesar que se había acostado con al menos cuarenta de los señores de su corte, y que había formado una relación particular con Bartolomeo Siginulfo, el gran chambelán de Tarento. Una vez que el matrimonio había sido disuelto Felipe tomó una nueva esposa, Catalina de Valois-Courtenay, la titular emperatriz de Constantinopla. Tamar se convirtió en una paria, o se convirtió en monja o fue encarcelada por su exmarido. En cualquier caso ella murió poco después de 1311.

## Descendencia
Por su matrimonio con Felipe I de Tarento, Tamar tuvo cinco hijos:
- Carlos (1296-1315), príncipe de Acaya, vicario de Romania, murió en la batalla de Montecatini.
- Felipe (1297-1330), déspota de Romania.
- Juana (1297-1317), casada con Oshin de Armenia y luego de Oshin de Córico.
- Margarita (1298-1340), casada con Gualterio VI de Brienne, titular duque de Atenas.
- Blanca (1309-1337), casada con Ramón Berenguer de Aragón.